# Josip Platzer
Josip Platzer (Bistrica, Koruška, 14. veljače 1798. - Varaždin, 23. kolovoza 1881.), hrvatski tiskar i nakladnik.

## Životopis
Zanat je izučio u Villachu, a potom radio u tiskarama u Salzburgu, Offenbachu, Frankfurtu, Beču, i Grazu. Nakon dolaska u Varaždin iz Graza 1833. od tiskara Ivana Sangilla kupio je tiskaru. Prvu litografsku radionicu u hrvatskim krajevima osnovao je 1840. Radionicu je 1851. prenio u Zagreb i ustupio svojemu zetu Dragutinu Albrechtu.
Godine 1842. otvorio je (zajedno s njemačkim književnikom A. Kramerom ) prvu nakladnu knjižaru u Varaždinu, a 1844. i posudbenu knjižnicu. Iz njegove tiskare izašla su mnoga djela: Lovrenčićev Petrica Kerempuh (1834.), Početni temelji latinskoga jezika za naroda ilirskoga novake Hinka Hergovića (1840.), Hrvatsko-slavensku slovnicu za početnike (1847.), molitvenike, rječnike i udžbenike Antuna Rožića, te nastavio izdavati Sangillov Warasdiner Schreibkalendar, pokrenut 1829. U njegovoj su se tiskari tiskali varaždinski listovi Podravski jež (1862.) i Pučki prijatelj (1867.). Tiskara je 1924. bila preseljena u Zagreb, a 1927. prodana.